# Michael Tyllesen
Michael Johannes Malmin Tyllesen (* 27. August 1973 in Frederiksberg) ist ein ehemaliger dänischer Eiskunstläufer. Er nahm für Dänemark 1994 und 1998 an den Olympischen Winterspielen teil. Zudem konnte er insgesamt sechs Mal dänischer Meister im Eiskunstlauf werden.

## Karriere
Er qualifizierte sich das erste Mal für die Eiskunstlauf-Weltmeisterschaften 1992. Bei den Weltmeisterschaften im US-amerikanischen Oakland erreichte er die Kür und belegte dort den 21. Platz. Während er 1992 nur bei den Weltmeisterschaften gestartet war, startete er ein Jahr später sowohl bei den Weltmeisterschaften als auch bei den Europameisterschaften. Bei den Eiskunstlauf-Europameisterschaften 1993 in Helsinki belegte er als bester Däne den sechsten Platz. Zwei Monate später verbesserte er bei den Eiskunstlauf-Weltmeisterschaften 1993 in Prag sein Ergebnis aus dem Vorjahr und beendete den Wettbewerb auf dem 17. Platz.
Im heimischen Kopenhagen konnte er bei den Eiskunstlauf-Europameisterschaften nicht ganz an die Leistungen aus dem Vorjahr anknüpfen, belegte aber mit dem achten Platz trotzdem einen respektablen Rang. Vom Danmarks Idrætsforbund wurde er für die Olympischen Winterspiele 1994 in Lillehammer nominiert und durfte bei der Eröffnungsfeier den Dannebrog, die Flagge Dänemarks, ins Skisprungstadion tragen. Im Hamar Olympic Amphitheatre belegte er am 17. Februar nach dem Kurzprogramm den 13. Platz. Am 19. Februar belegte er in der Kür den 12. Platz und im Endergebnis den 13. Platz. Nach Olympia nahm er noch im selben Jahr an den Eiskunstlauf-Weltmeisterschaften 1994 in der japanischen Stadt Chiba teil. Dort belegte er wie im Vorjahr den 17. Platz.
1995 startete er bei der Eiskunstlauf-Europameisterschaft in Dortmund. Mit dem 12. Platz belegte er erstmals in seiner Karriere bei einer Europameisterschaft keinen Platz unter den besten Zehn. Auch bei den Eiskunstlauf-Weltmeisterschaften 1995 in der National Indoor Arena in Birmingham konnte er nicht an die Leistungen aus den Vorjahren anknüpfen und beendete den Wettbewerb auf dem 25. Platz. Während er bei den Europameisterschaften 1996 in Sofia nur den 17. Platz belegt hatte, konnte er sich bei den Weltmeisterschaften 1996 im Edmonton Coliseum mit dem 19. Platz wieder unter den besten Zwanzig positionieren. In Paris erreichte er 1997 bei den Europameisterschaften mit dem zehnten Platz wieder einen Top-Ten-Platz. Bei den Weltmeisterschaften 1997, die im Patinoire de Malley in Lausanne ausgetragen wurden, verbesserte er sich im Vergleich zum Vorjahr auf den 18. Platz. Im Herbst 1997 startet er beim Skate Canada, der in diesem Jahr in Halifax ausgetragen wurde und belegte hinter dem Kanadier Elvis Stojko und dem Russen Ilja Kulik den dritten Platz. Er ist damit der erste Däne, der bei dieser Veranstaltung einen Podestplatz erreichen konnte.
Im Olympiajahr belegte er bei den Europameisterschaften in Mailand den neunten Platz und konnte sich für die Olympischen Winterspiele 1998 in Nagano qualifizieren. Vom Danmarks Idrætsforbund wurde er auch für seine zweiten Olympischen Winterspiele nominiert. Im White Ring belegte er nach dem Kurzprogramm den neunten Platz. Obwohl seine Kür nur für den elften Platz reichte, belegte er in der Gesamtwertung den neunten Platz. Nach den Olympischen Winterspielen startete er bei den Weltmeisterschaften 1998 im Target Center in Minneapolis und konnte dort mit dem 13. Platz seine beste WM-Platzierung erreichen. Bei den Eiskunstlauf-Europameisterschaften 1999 konnte er nicht an die Leistungen des Vorjahres anknüpfen und belegte in Prag nur den 18. Platz. Bei den Weltmeisterschaften konnte er sich als 29. nicht für die Kür qualifizieren. Im Jahr 2000 beendete er seine Eiskunstlaufkarriere.